# فيل باكستر
فيل باكستر (بالإنجليزية: Phil Baxter)‏ هو عازف جاز وملحن وكاتب أغاني أمريكي، ولد في 5 سبتمبر 1896، وتوفي في 21 نوفمبر 1972.

## وصلات خارجية
- فيل باكستر على موقع IMDb (الإنجليزية)
- فيل باكستر على موقع ميوزك برينز (الإنجليزية)
- فيل باكستر على موقع ديسكوغز (الإنجليزية)